# Secondo Martinetto
Secondo Martinetto (San Francesco al Campo, 28 de agosto de 1894 - Cirié, 4 de septiembre de 1968) fue un ciclista italiano, profesional entre 1923 y 1931. Durante su carrera deportiva destaca una sola victoria, en una etapa de la Volta a Cataluña de 1926. También fue cuarto en el Giro de Italia de 1924 y 18º de la general y primero de su categoría en el Tour de Francia de 1927.

## Palmarés
1926
- Vencedor de una etapa de la Volta a Cataluña

### Resultados en el Giro de Italia
- 1923. 13º de la clasificación general
- 1924. 4º de la clasificación general

### Resultados en el Tour de Francia
- 1927. 18º de la clasificación general